# Вятская свистунья
Вя́тская свисту́нья, Свистопля́ска — самобытный вятский народный праздник. Первые документированные упоминания о празднике и его описания относятся к началу XIX века. Праздновался вплоть до 1920-х годов.
Праздновался в четвёртую субботу после Пасхи. Начинался с панихиды по убиенным воинам в часовне Михаила Архангела, располагающейся у Раздерихинского оврага. После начиналось буйное веселье, которое выплёскивалось в окрестные кварталы.
Люди шумели, свистели, перебрасывались глиняными шариками (по-вятски «шарышами»). В прошлом случались кулачные бои. Обязательно проводилась и ярмарка.

## Название праздника
Слово свистопляска появилось в Вятке. В словаре Даля от 1882 года ему дано следующее определение:
Свистопляска вят. тризна по убитымъ ошибкою вятчанами устюжанамъ (въ XIV вѣкѣ?), пришедшимъ на помощь и принятымъ за непріятелей, за что первые прозваны слѣпородами и свистоплясами; въ этотъ день (четвертая субота отъ пасхи) свищутъ въ глиняные у́точки и дудочки, на оврагѣ, у часовни. || Свистоплясъ, разгульный тунеядъ, шатун
К. Зеленин, печатая вятский словарь, замечает, что слово свистопляска теперь в вятском говоре встречается редко; оно вытеснено словом свистунья. 
«Свисту́нья. Ярмарка в г. Вятке, на четвертой неделе после Пасхи; торгуют главным образом детскими игрушками; одновременно бывает поминовение усопших. Даль: свистопля́ска (это наименование встречается теперь редко). ”На свисту́нью ходили, ездили“, ”много народу на свистунье?“» 

## История

### Легенда
В неопубликованном сочинении семинариста Фёдора Пинегина «История Вятской страны» от 1338 года события разворачиваются следующим образом: в 1391 году на Вятскую республику нападают монголы, под предводительством Царевича Бекуты. Вятчане не смогли отстоять своих городов и очень сильно пострадали. Монголы же, вдоволь обогатившись, покинули Вятку.
Вскоре весть о плачевной участи вятчан, разоряемых варварскими народами, достигает Великого Устюга. Устюжане отправляют на помощь несколько тысяч вооружённых людей. Думая, что Хлынов осаждён, а внутри города находится враг, те решают напасть на него ночью. В городе же не было никаких монголов, и гарнизон хлыновчан, завидев движение в темноте Раздерихинского оврага, бьёт тревогу. Вятчане, сами того не зная, вступили в ожесточённый бой с устюжанами. Обе стороны думали, что убивают неприятеля.

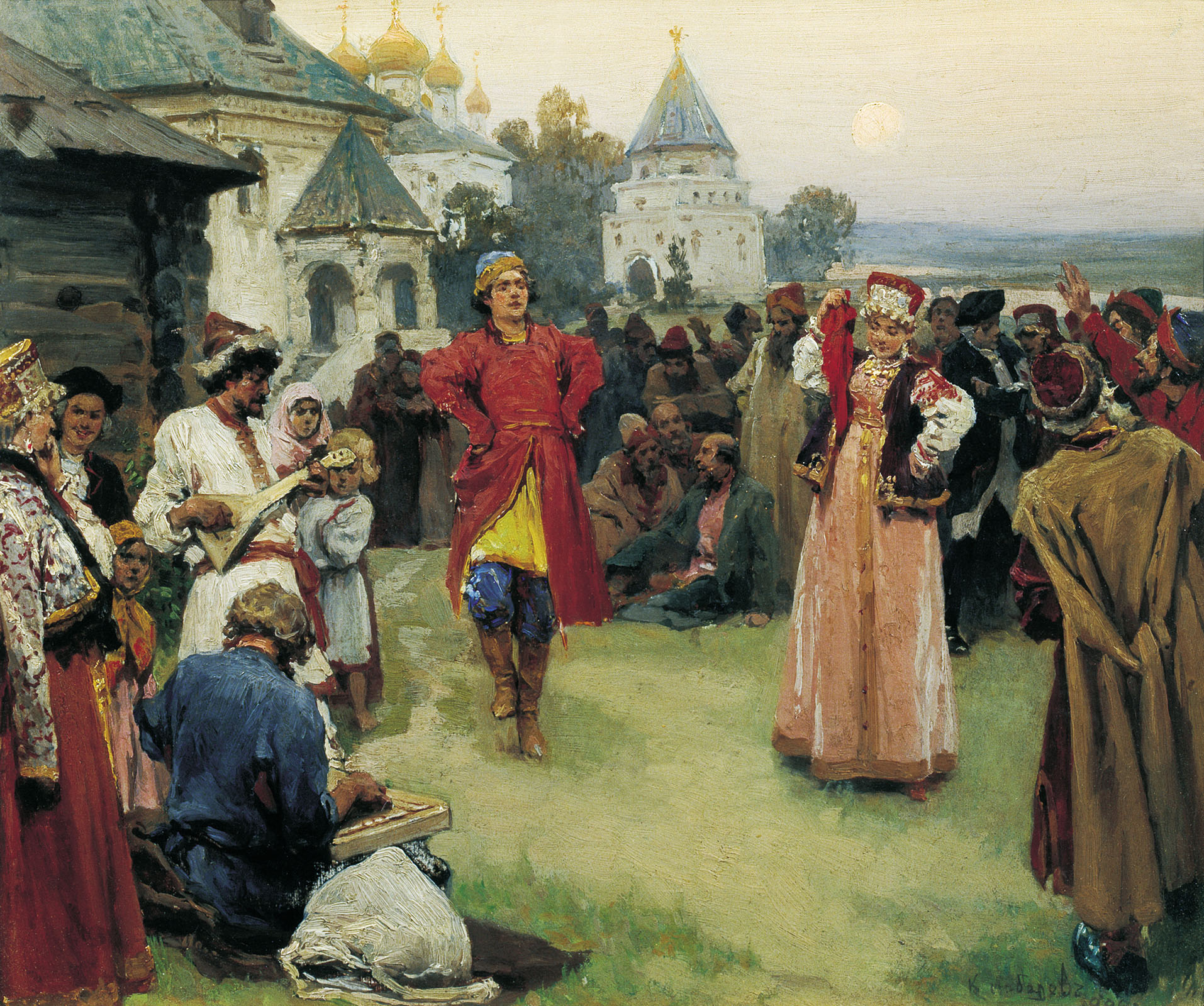
К. В. Лебедев «Пляска»

Утром битва остановилась, так как воины увидели, с кем сражались на самом деле. Всех одолела сильная печаль. Но после битва продолжилась, так как вятчане и устюжане подумали, что конфликт был начат намеренно. Новое сражение длилось до тех пор, пока обе стороны не лишились всех своих сил. На месте сражения с обеих сторон пало более 4000 человек. Все убиенные на поле брани были погребены в предместии Хлынова на том самом месте.

### Празднование
Изначально Свистунья праздновалась в четвёртую субботу после Пасхи. Начинался праздник в часовне у Раздерихинского оврага города с панихиды. Затем разворачивалось буйное веселье, которое распространялось и в окрестные городские кварталы: люди шумели, горланили песни, свистели в свистульки, устраивали кулачные бои и завязывали потасовки, угощались разными лакомствами, пили вино. Тут же была ярмарка: ставились торговые балаганы, а дымковские мастера заранее изготавливали полые глиняные шарики — «шарыши» и дымковские игрушки — барыней, кавалеров, медведей, коров, козлов, лошадей, пышнохвостых птиц и дешёвые свистульки.

Ныне в день сей все утро посвящается молитве, а остальная часть сего достопамятного дня прогулке и увесилениям. Народ собирается с небольшими свистками и целый день свищет, ходя по улицам, и стоя на валу бросает глиняные шарики в ров, куда сходятся городские ребятишки собирать их; часто случается, что шарики попадают им в голову и прошибают до крови; но это не препятствует им продолжать потеху. В честь оставшихся после сражения вдов продаются на тех местах куклы из глины, расписанные разными красками и раззолоченные.— Отрывок из журнала, писанного в Вятке в 1811 г. Н. Хитрово // Календарь Вятской губернии на 1893 год. Вятка, 1892.
Постепенно старинный праздник видоизменялся. Прекратились кулачные бои, перестали скатывать шары по оврагу. Важное значение приобрела ярмарка, забылся древний ритуальный смысл праздника. Продажа свистулек, глиняных, а затем и гипсовых игрушек-статуэток всё расширялась, а дети, забавляясь, свистели в течение двух или трёх праздничных дней.
В 1882 году «Вятские губернские ведомости» для обозначения праздника использовали как само собой разумеющееся новое название «Свистунья».
Последняя Свистунья состоялась на рубеже 1920-х годов. На исходе НЭПа свистунья была запрещена, а часовня взорвана.

## Попытки возрождения
В 1979 году элементы праздника (ярмарка, массовые гуляния) были возрождены ко Дню города Кирова. 
В середине 1990-х годов были сделаны первые шаги по восстановлению Устюжской часовни, когда спонсировать ее возведение взялся предприниматель Артур Крундышев. Однако 16 октября 1996 г. в 8 часов утра во дворе дома по ул. Волкова бизнесмен и политик был убит выстрелом из ружья. Строительство часовни затянулось и завершилось в 1999 году, к 625-летию Кирова.
В 2010 г. в часовне был совершен торжественный молебен по погибшим в страшной битве XV в. воинам в присутствии почетных гостей из Великого Устюга. Также состоялась своеобразная акция примирения: вятчане и устюжане по очереди испили воды из общего чана, обнялись и решили забыть былые обиды навсегда. 
Однако в дальнейшем возрождения праздника Свистуньи в близком к дореволюционному виде не произошло, только часть ее ритуалов (ярмарки, торговля изделиями народных промыслов) вошла в состав программы дней города.

## В культуре
Слово свистопляска было очень употребительно и в интеллигентском языке предреволюционной эпохи. Например, в письме Л. Н. Андреева к Л. М. Леонидову от 29 марта 1914 г. о повести «Мысль», вызвавшей оживленную полемику, читаем: «И не думай, дорогой мой, что я хоть капельку огорчен свистопляской. Ничего другого в душе нет, кроме огромной радости, что на свет явился Керженцев».
В этом отвлеченном публицистическом значении слово свистопляска было впервые применено в начале 1860 г. знаменитым русским историком М. П. Погодиным. Оно заключало в себе каламбурный намек на сатирико-юмористический журнал «Свисток», издававшийся при «Современнике» и руководимый Н. А. Добролюбовым. В открытом письме к Н. И. Костомарову с вызовом на диспут по вопросу о происхождении варягов (диспут этот состоялся 19 марта 1860 г. в актовом зале Петербургского университета) М. П. Погодин иронически назвал революционных редакторов «Современника» – Н. Г. Чернышевского и Н. А. Добролюбова – «рыцарями свистопляски». 
Это выражение было тотчас иронически подхвачено самим Н. А. Добролюбовым. В № 4 «Свистка» за 1860 г. («Современник» № 3) появилась статья этого критика, направленная против М. П. Погодина, под заглавием: «Наука и свистопляска, или как аукнется, так и откликнется». Здесь, между прочим, Н. А. Добролюбов писал: «Он [М. П. Погодин. – В. В.] изобрел для нас особое название: ”рыцари свистопляски“». Ср. в этой же статье-памфлете по поводу изложения Погодиным сказания о почке [ошибочно – вместо о пучке!] розог:
Явился норманщик с Москвы

Во имя науки,

И важно, пространно – увы! –

Толкует – о пуке.

Пришла ж академику мысль

Скрываться за сказки!

Скорей его, Клио, причисль

К друзьям Свистопляски.
Характерен также Добролюбовский «Романс Михаилу Петровичу Погодину от рыцаря свистопляски»:
Когда б он знал, что рыцарь Свистопляски

Невольно с ним сливается душой

И больше рад его ученой ласке,

Чем он был рад, музей продавши свой.

Таким образом, с легкой руки М. П. Погодина слово свистопляска входит в стиль публицистической речи. Сначала оно имело яркую ироническую или сатирическую окраску, которая несколько менялась в зависимости от идеологии того общественно-политического лагеря, которым это слово применялось. Каламбурный намек на «Свисток» и «свистунов» уже к 70-м годам в этом слове отпадает или погасает. Слово свистопляска включается в разнообразные самантико-фразеологические контексты. Например, М. Е. Салтыков-Щедрин в письме к доктору Н. А. Белоголовому от 16 сентября 1883 г. пишет: «Сочувствие ваше мне особенно дорого в эти тяжелые дни, когда вокруг меня, умирающего, но еще живого, образовалась целая свистопляска самых паскудных ругательств, не предвещающих ничего доброго»
Также этим словом воспользовался Сталин в своем отчетном докладе XVII съезду партии о работе ЦК ВКП(б) в 1934 г. для характеристики военного ажиотажа буржуазных стран: «В обстановке этой предвоенной свистопляски, охватившей целый ряд стран, СССР продолжал стоять за эти годы твердо и непоколебимо на своих мирных позициях».
В современном русском языке слово свистопляска применяется для обозначения крайне разнузданного, безудержного проявления каких-нибудь общественных настроений. Это слово свойственно, главным образом, публицистическому стилю и окутано резкой экспрессией пренебрежения.